# جثة (فلم)
جثة (بالإنجليزية: Cadaver) هو فيلم نرويجي إنتاج سنة 2020 من إخراج جاراند هيردال وبطولة جيت ويت، توماس جولستاد وتوربيورن هار.